# Parní lokomotiva

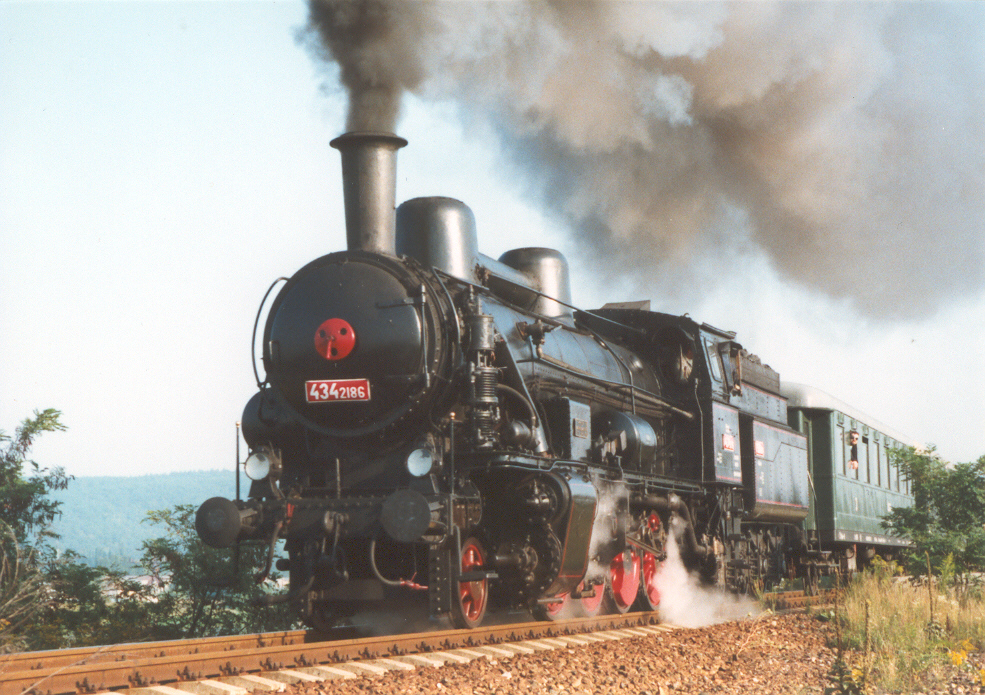
Lokomotiva řady 434.2 ČSD

Parní lokomotiva, ve starší češtině také parovůz, je nezávislé trakční kolejové vozidlo, poháněné parním strojem, které představovalo od poloviny 19. století do poloviny 20. století nejdůležitější druh hnacího vozidla (lokomotivy) na železnici.

## Historie

Trevithickova lokomotiva z roku 1804

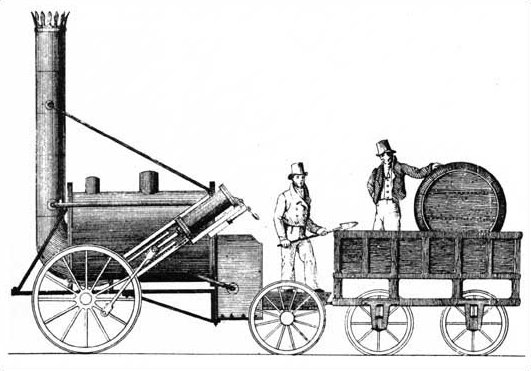
Lokomotiva Rocket z roku 1829

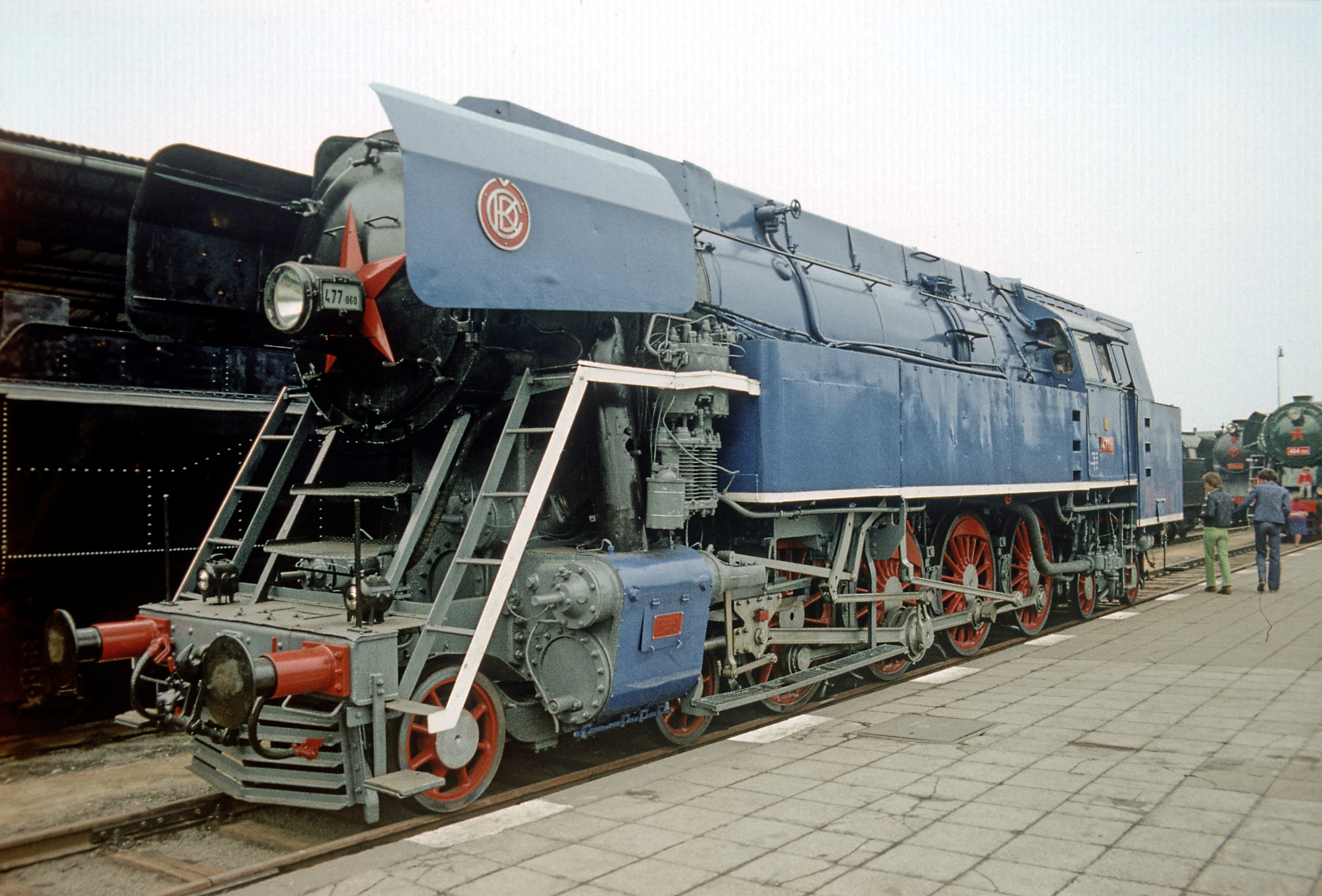
Lokomotiva řady 477.0 ČSD

Vývoj parní lokomotivy byl umožněn vynálezem parního stroje a jeho zdokonalením Jamesem Wattem. Vynálezu parní lokomotivy předcházely pokusy s parními vozy. První vůz, pohybující se silou páry, sestrojil francouzský důstojník N. J. Cugnot v roce 1769.
První parní lokomotivu, pohybující se po kolejnicích, sestrojil Richard Trevithick v roce 1804. Nejvýznamnějším konstruktérem se ale stal George Stephenson. Konstrukcí parních lokomotiv se zabýval od roku 1814. Později sestrojil například stroj Locomotion, který dal lokomotivám jméno, a především slavnou Rocket, jež dosahovala rychlosti 50 km/h, s níž 8. září 1829 zvítězil v soutěži na trati Liverpool–Manchester (u Rainhillu). Na Rocket uplatnil principy, využívané pak po celou další dobu existence parních lokomotiv, zejména konstrukci kotle s žárovými trubkami. 
V době největšího rozvoje, který nastal kolem poloviny 20. století, jezdilo ve světě téměř čtvrt miliónu parních lokomotiv, které zabezpečovaly zhruba 90 % veškeré železniční dopravy. Nejrychlejší parní lokomotiva na světě jezdila ve Velké Británii. Byla to upravená lokomotiva společnosti London and North Eastern Railway A4 – Mallard, jež při rychlostním rekordu dosáhla rychlosti 203,5 km/h. Lokomotiva PRR S1 údajně dosáhla ještě vyšší rychlosti, jízda však nebyla dokumentována.

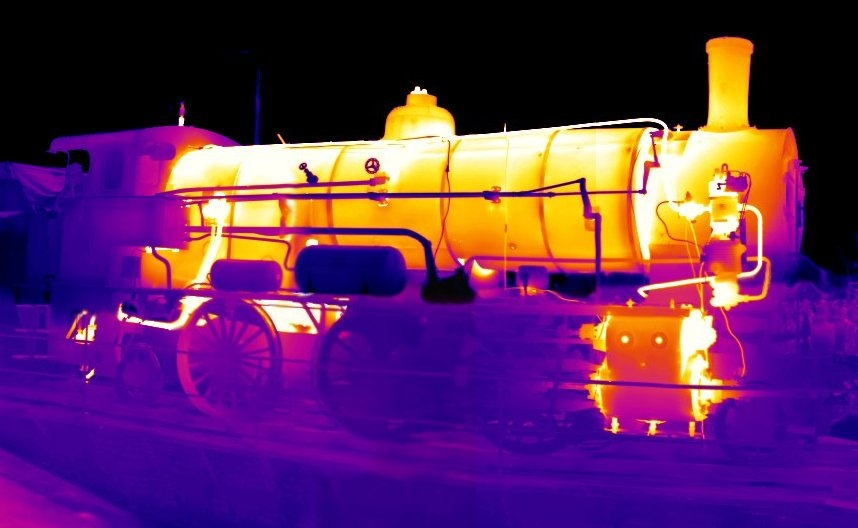
Infračervený snímek parní lokomotivy (zde polské řady Ol12) na kterém jsou dobře patrné úniky tepla

Přes mnohá vylepšení nebyla parní lokomotiva schopna obstát ve druhé polovině 20. století v konkurenci jiných druhů lokomotiv a to především pro:
- nízkou energetickou účinnost parního stroje
- pracnost obsluhy (velká náročnost na manuální práci lokomotivních čet)
- prašnost a exhalace
- velmi pomalá akcelerace
- složitá příprava na provoz (roztápění kotlů ve výtopnách po několik hodin dopředu)
- nutnost manipulovat s velkými objemy pohonných hmot, vody a odpadu (uhlí, popel a voda) spojené s nutností vybudování speciálních zařízení drážní infrastruktury určené pouze pro tyto účely (vodovody se systémem vodáren a vodních jeřábů v každé větší železniční stanici)
- omezením maximální rychlosti (to je dáno maximální rychlostí pohybu pístů a problémy s vyvažováním oscilujících hmot hnacího mechanismu)

V Československu byla výroba ukončena roku 1958 a z pravidelného provozu ČSD byla poslední parní lokomotiva vyřazena roku 1980. Parní lokomotivy však příležitostně jezdily v pravidelném provozu až do roku 1983. Jedinou zemí s významnějším provozem parních lokomotiv je Čína (6 500 aktivních lokomotiv v roce 1996 – většina světového provozu posledních let). Ve zbytku světa jsou využívány sporadicky v místech výskytu levného uhlí (například Jižní Afrika) a jinde už jen pro turistické účely.

## Konstrukce
| | |
| Části lokomotivy s taženým tendrem, uspořádání 1'C1' | |
| - 1 – Tendr se zásobou vody a uhlí - 2 – Budka strojvedoucího - 3 – Parní píšťala - 4 – Táhlo rozvodu - 5 – Pojistný ventil - 6 – Turbogenerátor - 7 – Písečník s potrubním rozvodem písku ke kolům - 8 – Táhlo regulátoru - 9 – Parní dóm - 10 – Kompresor - 11 – Dýmnice - 12 – Přívod páry do parního stroje - 13 – Dýmniční vrata - 14 – Zábradlí - 15 – Zadní běhoun - 16 – Ochoz - 17 – Rám lokomotivy - 18 – Zdrž - 19 – Pískovací trubka - 20 – Spojnice - 21 – Kulisa - 22 – Ojnice - 23 – Pístní tyč - 24 – Válec a píst parního stroje | - 25 – Šoupátko - 26 – Šoupátková komora - 27 – Skříňový kotel, topeniště - 28 – Žárové a kouřové trubky - 29 – Válcový kotel - 30 – Přehřívačové trubky - 31 – Parní regulátor - 32 – Přehřívač - 33 – Komín - 34 – Reflektor - 35 – Brzdová hadice - 36 – Vodojem - 37 – Uhlák - 38 – Rošt - 39 – Popelník - 40 – Nápravové ložisko spřaženého dvojkolí - 41 – Vahadlo - 42 – Listová pružnice - 43 – Hnací dvojkolí - 44 – Vzpěra nápravového ložiska - 45 – Dyšna - 46 – Přední běhoun - 47 – Samočinné spřáhlo |

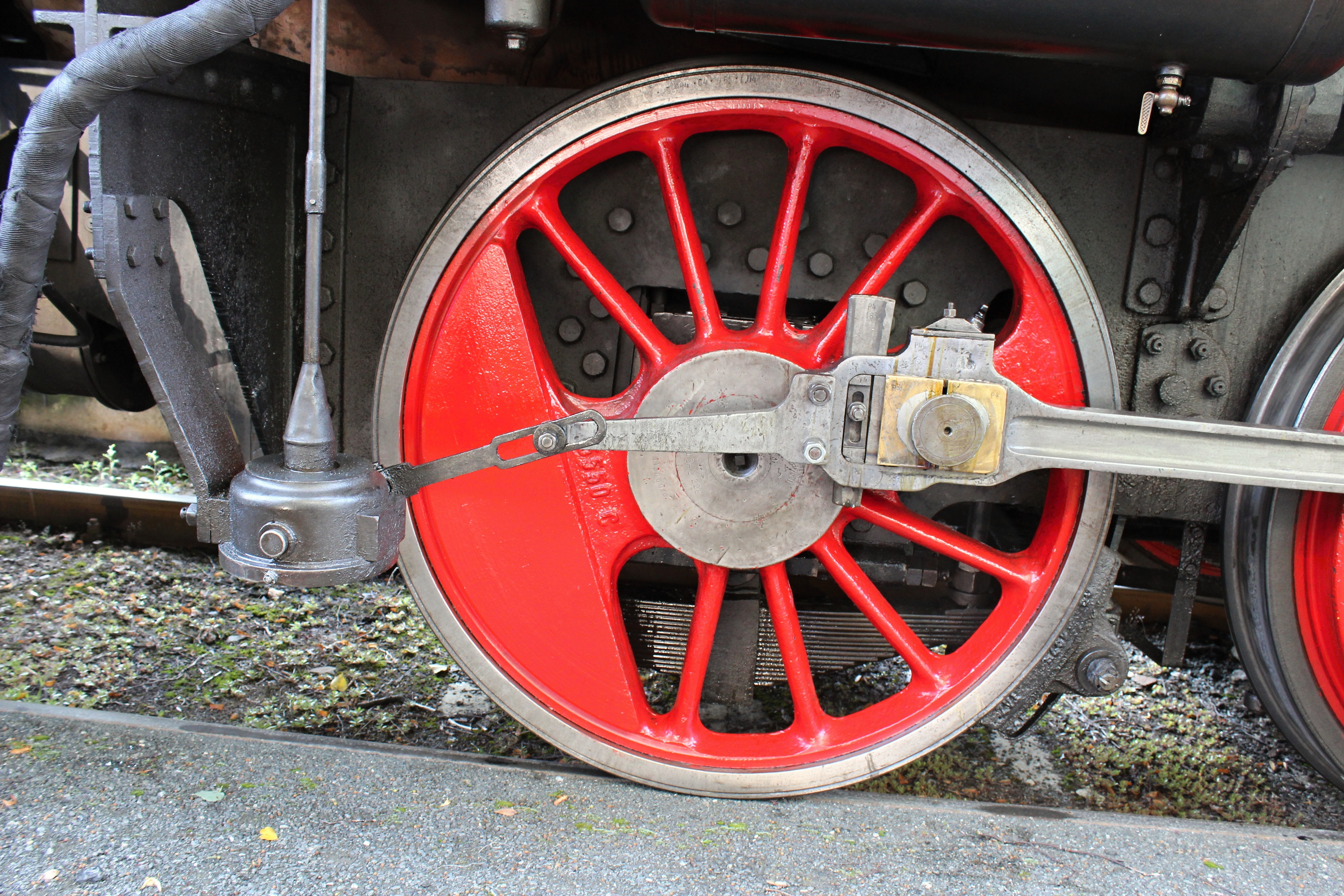
434.2186: detail kola

Převažujícím stavebním materiálem je ocel.

## Zajímavosti
- Některé konstrukce parních lokomotiv jsou zajímavé. Například v někdejším Sovětském svazu byla vyrobena lokomotiva s hybridním pohonem s parním strojem s protiběžnými písty ve válcích. Rozjížděla se na páru, ale po dosažení určité rychlosti se přerušil přívod páry a zapnulo se vstřikovací čerpadlo nafty a dále stroj fungoval jako vznětový motor. Lokomotiva měla značnou hmotnost a mohla jezdit jen po některých tratích, protože na tratích s menší únosností se pod lokomotivou lámaly výměny.

- Ve filmu je často vidět, jak strojvůdce topičovi otvírá a zavírá dvířka kotle přesně na vhození paliva. Je to z důvodu úspory paliva – při otevření dvířek na 4 s na jednu lopatu je ztráta tepla asi 3 %. Při topení hnědým uhlím je ztráta přibližně dvojnásobná. Při přikládání nesmějí zůstávat díry v ohni. Pokud jsou díry při stěnách topeniště, vede to k prudkému ochlazování stěn kotle a následně k netěsnostem[1].

- Za 2. světové války, při nočním leteckém útoku tzv. kotlářů nebo náletu obecně, bylo přísně zakázáno otvírat dvířka kotle a přikládat, i za tu cenu, že došla pára a vlak zůstal stát. Důvodem byla záře vycházející z topeniště, která mohla navést útočící stroj na lokomotivu. Pokud došlo k zásahu vytopeného lokomotivního kotle, mohl být tlak unikající páry, případně exploze tak silná, že dokázala převrátit mnohatunovou lokomotivu.

- Za první světové války u frontové železnice, a za druhé světové války po celé okupované Evropě měly lokomotivní čety největší obavy z nočních směn, když byl měsíc v úplňku. Za měsíční noci jsou lesknoucí se koleje z letadla dobře vidět, a zrovna tak i jedoucí vlak, i když je zatemněný. Za dne letadlo viděli a měli šanci zastavit a od lokomotivy utéci. Za noci tuto šanci neměli. Když začaly dopadat střely, skočili do tendru a zalehli do uhlí, nebo vylezli ven na schůdky, pod úroveň dveří, které zavřeli a drželi se. Měli strach, že kotel dostane takový zásah, že proud vařící vody nebo přehřáté páry vnikne do budky – smrt byla pak hrozná. Nejhorší bylo, když střely prostřelily obě stěny kotle v místě topeniště. Prudký tlak přehřáté páry vyrazil do topeniště a doslova vystřelil přikládací dvířka. Do budky vrazila přehřátá pára, vařící voda a žhavé uhlí z topeniště.

## Konstruktéři parních lokomotiv
- George Stephenson a Robert Stephenson – tvůrci prvních prakticky použitelných lokomotiv
- Richard Trevithick – tvůrce prvních lokomotiv
- Karl Gölsdorf – významný rakouský konstruktér
- Vojtěch Kryšpín – český konstruktér a tvůrce značení lokomotiv ČSD
- Edmund Heusinger – německý vynálezce lokomotivního rozvodu
- Anatole Mallet – vynálezce sdruženého parního stroje, konstruktér dělených lokomotiv soustavy Mallet pro horské trati a jednokolejnicové dráhy
- André Chapelon – francouzský konstruktér, jeho konstrukce představují vrchol parní éry
- Joseph Anton von Maffei – německý konstruktér, průkopník železniční dopravy v Bavorsku
- Herbert William Garratt – vynálezce garratek – lokomotiv soustavy Garratt

## Parní lokomotiva v kultuře
Parní lokomotivy byly důležitou, někdy dokonce hlavní rekvizitou mnoha uměleckých děl. Připomeňme třeba film Bustera Keatona General (v Česku uváděn pod názvem Frigo na mašině), český film Železný dědek, britskou sérii lokomotiva Tomáš či knihu Pohádky o mašinkách a mnohé další.
Obrazy akademického malíře Viléma Kreibicha zobrazovaly z velké části lokomotivy. Autor též navrhl barevný design parních lokomotiv 498.0 a 498.1 Albatros.
Velkým obdivovatelem lokomotiv byl i Antonín Dvořák.